# Pierre Matter
Pour les articles homonymes, voir Matter.
Pierre Matter est un sculpteur français né le 4 avril 1964 dans le Haut-Rhin.

## Biographie
Après une enfance plutôt mystique, Pierre Matter fait, sans conviction, des études générales en section mathématiques mais, parallèlement, s'évade dans la création artistique. Il s'essaie à la gouache, l'aquarelle mais ne trouvera sa voie que bien plus tard. Des chemins de traverse l'ont mené à l'agriculture, aux métiers du bâtiment en passant par la bande dessinée et les bas-reliefs en pierre.
Il s'installe finalement dans une forme de sculpture qui lui a toujours paru évidente. « On vit une époque charnière qui fait et fera apparaître dans la réalité des êtres hybrides et monstrueux de la mythologie. Même les vaches des montagnes ne sont plus que des machines à lait. » Alliant la nature et la civilisation technique, ses « méca-animaux » traduisent l'imbrication entre la nature et l'homme. Ils reflètent l'inquiétude de la monstruosité toujours possible mais dégagent un sentiment de puissance que semble offrir la technologie moderne. Certains critiques ou amateurs d'art le rattachent au mouvement steampunk.
Il commence à exercer son art à Buhl dans le Haut-Rhin, puis il quitte son Alsace natale pour installer son atelier en Touraine. Il est exposé, notamment dans les galeries Opera Gallery, à Paris, Singapour, Miami, Hong Kong, Londres, Genève, Séoul, Monaco, Dubaï, mais aussi à New-York, Las Vegas, ainsi qu'au Shanghai Sculpture Space, et ses œuvres figurent dans de nombreuses collections.
Au début des années 2020, en lien avec le 120 ème anniversaire du décès de Jules Verne et de son roman Vingt Mille Lieues sous les mers, il reçoit de la communauté Amiens Métropole une commande publique pour la réalisation d'une pieuvre géante  — Le Nauti-Poulpe. Imaginée et co-dessinée par François Schuiten et Pierre MATTER,  mise en valeur par des jeux d'eau, cette sculpture devait à l’origine être installée sur le parvis de la gare d'Amiens, place Alphonse-Fiquet,,, mais elle surgira en mars 2025 devant Les Halles Freyssinet d'Amiensaprès un voyage à Bruxelles de décembre 2024 à février 2025 .
Francois Schuiten et Benoît Peeters en ont tiré le dernier Opus des Cités Obscures, " Le retour du capitaine Némo ".

## Œuvres
- Bull spirit, taureau en cuivre de (5 m de long et 1,5 tonne) installé en 2006 devant le centre de sculpture de Shanghai et commandé pour l'Exposition universelle de 2010. Le taureau est vénéré en Chine comme force civilisatrice (Shennong) mais aussi comme source du désordre cosmique (Tch'yeou).
- Hommage à Bartholdi, 2000, 250 x 160 x 60 cm, cuivre et métaux divers.
- Apis, 2000, 120 x 40 x 30 cm, cuivre et métaux divers.
- 'Le Squale, 1999, 150 x 90 x 70 cm, cuivre et métaux divers.
- Pégabuffle, 1998, 120 x 50 x 70 cm, cuivre et métaux divers.
- Birdy, 1998, 70 x 50 x 50 cm, cuivre et métaux divers.
- Le Cheval d'Enzo, 1998, 110 x 80 x 30 cm, cuivre et métaux divers.
- Au panthéon de la tendresse, 2001, 45 x 85 x 20 cm, aluminium, cuivre et résine.
- La Fabrique, 1999, 70 x 60 x 30 cm, cuivre et métaux divers.
- La Fractale d'El Cordobes, 1999, 100 x 90 x 20 cm, cuivre et métaux divers.
- Oryctus Nasicornis Futuris, 2014, inox, aluminium, verre soufflé et turbine [8].
- Sub-Rhino, 2016, bronze.

## Récompenses
- 1999 : prix de sculpture fondation Paul Ricard (Bandol).
- 1997 : 1er prix de sculpture (Luxeuil).
- 1996 : 1er prix techniques nouvelles (Couthenans).
- 1995 : 1er prix de sculpture Conseil de l'Europe (Strasbourg).
- 1993 : médaille d'or Mondial - Arts - Salon (Avignon).

### Sitographie
- (en) Opera Gallery, « Pierre Matter : beyond boundaries », Brochure consacrée à Pierre Matter (biographie, œuvre, expositions, collections) [PDF], sur www.operagallery.com, 2017 (consulté le 18 février 2022). .